# Castello di Praga
Il castello di Praga è un complesso fortificato risalente al IX secolo ubicato nella capitale ceca, fino alla fine della prima guerra mondiale residenza ufficiale dei Re di Boemia mentre dal 1918 residenza ufficiale del capo dello Stato cecoslovacco, quindi dal 1993 del presidente della Repubblica Ceca.

## Storia
Il castello di Praga sorge su una delle nove alture su cui si sviluppa la capitale ceca. Fu il primo nucleo abitato della città. Con una superficie di quasi 70.000 metri quadrati è il più grande castello a corpo unico del mondo. La zona dei dintorni del castello prende il nome di Hradčany, o quartiere del Castello.

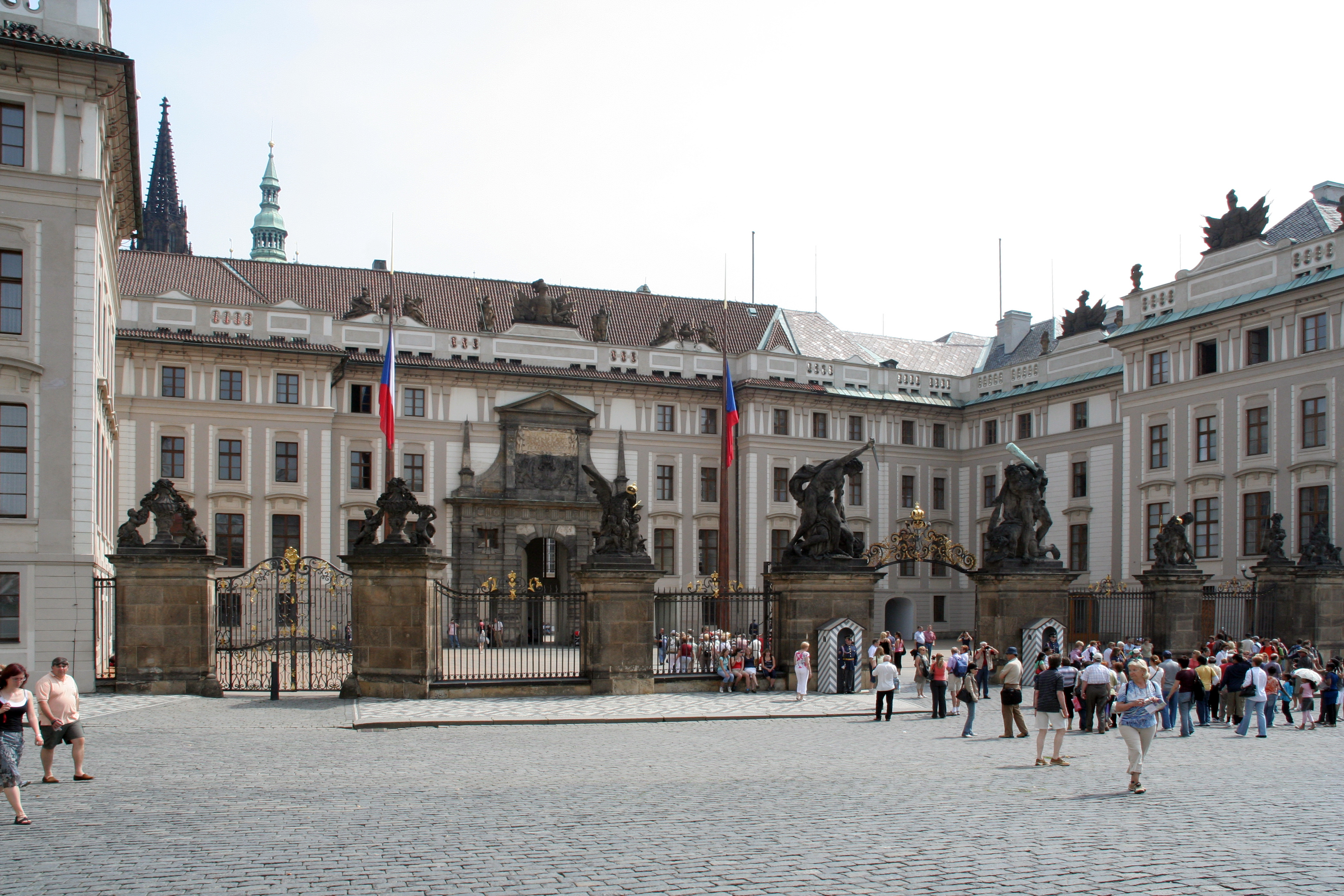
Il primo cortile con la porta di Mattia: l'ingresso al castello da Hradcanske namesti

Originariamente era costituito da edifici e fortificazioni in legno; il primo edificio in pietra ad essere costruito (884 d.C.) fu la chiesa della Vergine, eretta per volere del primo principe cristiano di Boemia: Bořivoj I. Di questo edificio oggi restano solo le fondamenta. In epoca romanica vennero costruiti il convento e la basilica di San Giorgio, il Palazzo Reale, le fortificazioni e le torri in muratura e, cosa più importante, San Venceslao fece erigere la rotonda contenente i resti di San Vito (a lui dedicata), la cattedrale della città. La rotonda fu sostituita da una basilica a due absidi pochi secoli dopo.
Durante il periodo gotico l'imperatore Carlo IV ordinò la costruzione di una nuova, grandiosa cattedrale gotica che sostituisse la basilica romanica. La costruzione iniziò nel 1344 e ad essa lavorarono prima il francese Matthias di Arras, poi il tedesco Peter Parler e i suoi figli. La costruzione si interruppe a causa delle guerre hussite ad inizio 1400 e fu terminata solo fra il 1871 ed il 1929. Al periodo gotico risale anche la riedificazione del Palazzo Reale, con la realizzazione della meravigliosa Sala Vladislao.
I protagonisti del Rinascimento praghese furono i sovrani Ferdinando I d'Asburgo, che fece costruire il Palazzo del Belvedere e i relativi giardini all'italiana (opere dello scultore Paolo Della Stella), e soprattutto Rodolfo II d'Asburgo, che trasferì la sua corte da Vienna a Praga e la rese una delle più raffinate, ricche e rinomate nel continente europeo. Egli chiamò al castello intellettuali, alchimisti e artisti europei, ai quali commissionò più di 4 000 opere per le sue collezioni. Queste furono disperse nei secoli successivi.
Nel periodo rinascimentale furono edificati il Palazzo Lobkowicz e il Palazzo Rosenberg, noto oggi come Istituto teresiano delle nobili dame. Altre modifiche rilevanti furono effettuate nella seconda metà del XVIII secolo, quando l'imperatrice Maria Teresa fece unificare gli edifici affacciati sulle tre corti del complesso dando loro un aspetto uniforme e imponente. Nel XIX e nel XX secolo il castello, come la città, visse un periodo di rinascita: venne completata la Cattedrale di San Vito, furono restaurati i vari edifici che lo compongono e gli venne dato l'attuale assetto planimetrico grazie ai lavori dello sloveno Jože Plečnik. Le modifiche riguardavano anche il "fossato del cervo" dal tempo dell'imperatore Rodolfo II.

Il prospetto meridionale della cattedrale di San Vito

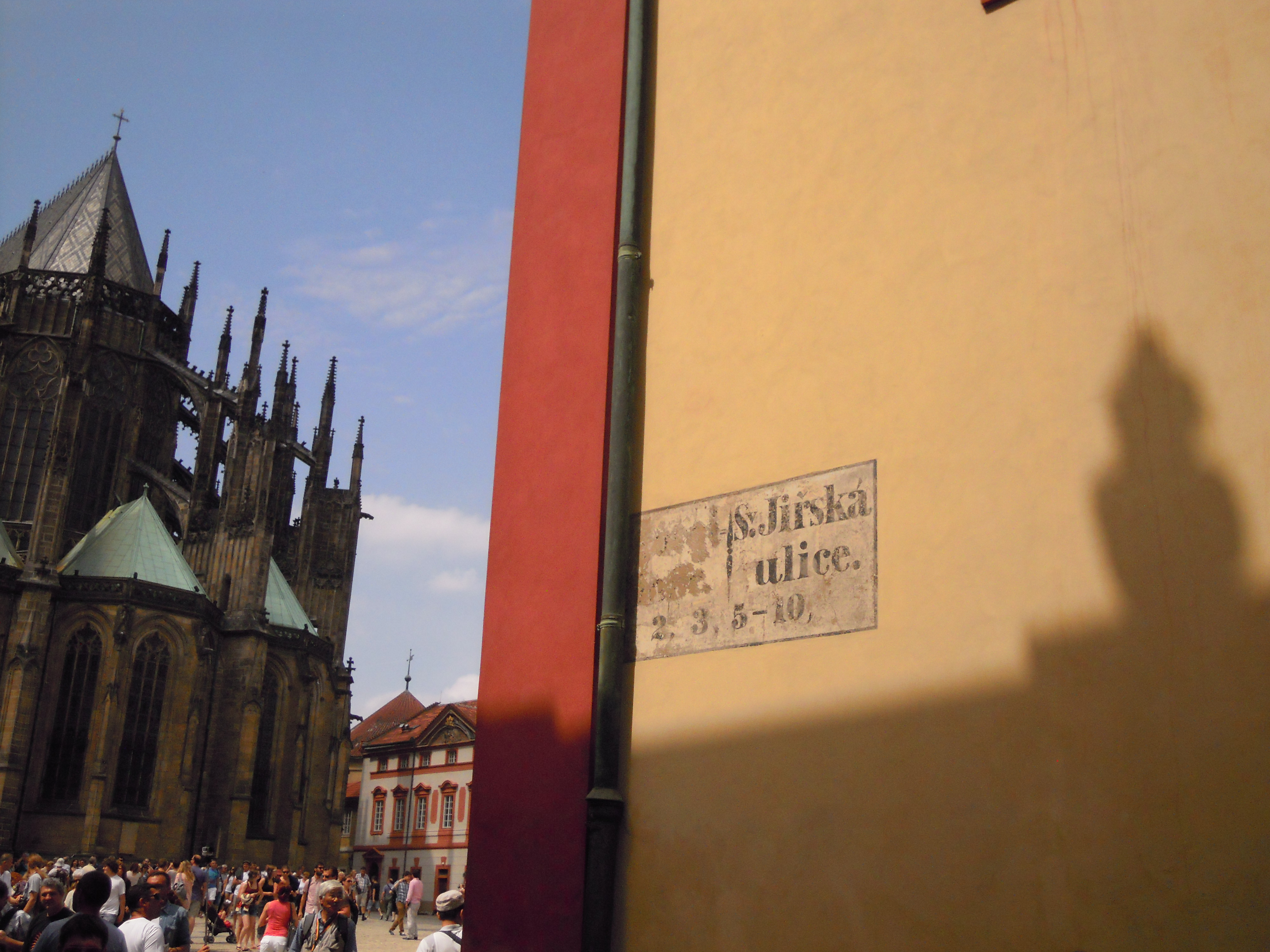
La Jiřská ulice al Castello di Praga

Il castello di Praga ha subito imponenti restauri dalla caduta del comunismo in Cecoslovacchia; gli ultimi dei quali mirati a restituire al castello il suo aspetto autentico, riparando ai danni subiti nell'era socialista e a quelli comportati dai parziali ed inadeguati restauri effettuati negli anni novanta. Il castello è da sempre la sede del potere ceco: qui abitarono sovrani del Regno di Boemia, imperatori del Sacro Romano Impero e dell'Impero asburgico e successivamente i presidenti della Cecoslovacchia. Attualmente è la residenza ufficiale del presidente della Repubblica Ceca. All'interno del complesso si trovano, fra gli altri edifici, la cattedrale di San Vito, il Convento di San Giorgio (che ospita la collezione di arte ottocentesca ceca della Narodní Galerie, la Galleria Nazionale), la basilica di San Giorgio, il Palazzo Reale, il Vicolo d'Oro, la Pinacoteca del Castello di Praga, la torre Daliborka e la residenza estiva della regina Anna, nota anche con il nome di Belvedere.